# 拝志よしね
拝志 よしね（はいし よしね、1866年（慶応2年）- 1892年（明治25年）2月28日）は、明治時代に活動した日本の看護師である。別名に林徽音（よねも表記される）がある。

## 経歴・人物
伊予に生まれる。明治維新後東京慈恵医院（現在の東京慈恵会医科大学附属病院）に勤務し、同病院の看護師として活動した。1887年（明治20年）同僚だった那須セイと共に留学のため渡英し、日本で初の看護師の留学生として名を馳せた。
その後はフローレンス・ナイチンゲールが卒業したセント・トマス病院看護婦学校にて学び、帰国後は再度慈恵病院に勤務する。その後は手術室における看護及び男性患者の部屋の看護長を務めるが、勤務中に病に倒れ急逝した。